# Vera Caspary

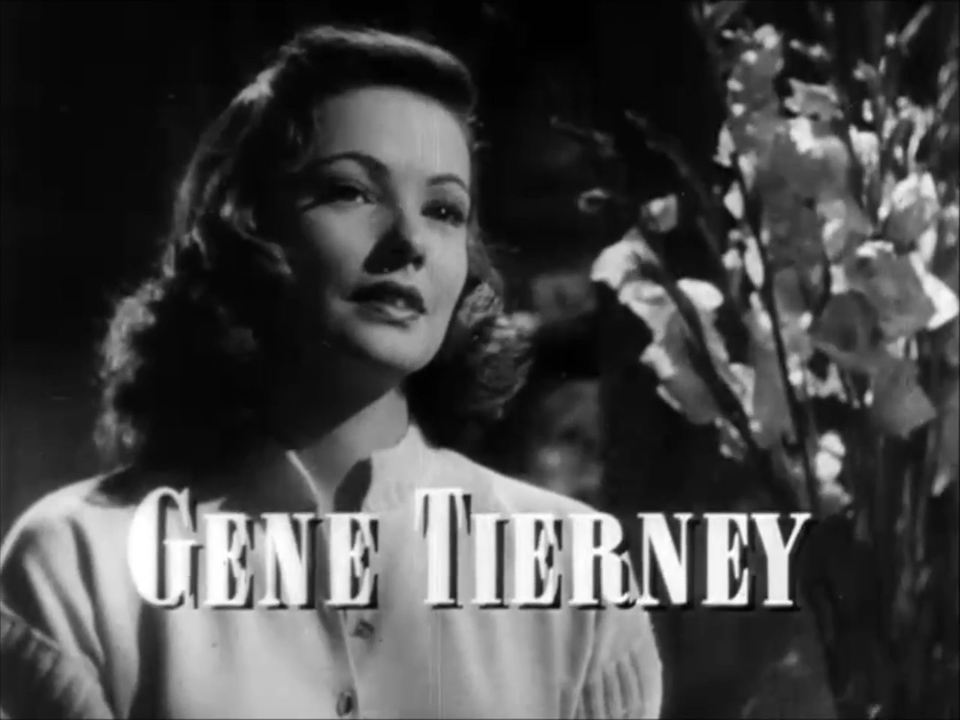
L'actriu Gene Tierney com a Laura en la pel·lícula del mateix nom de l'any 1944

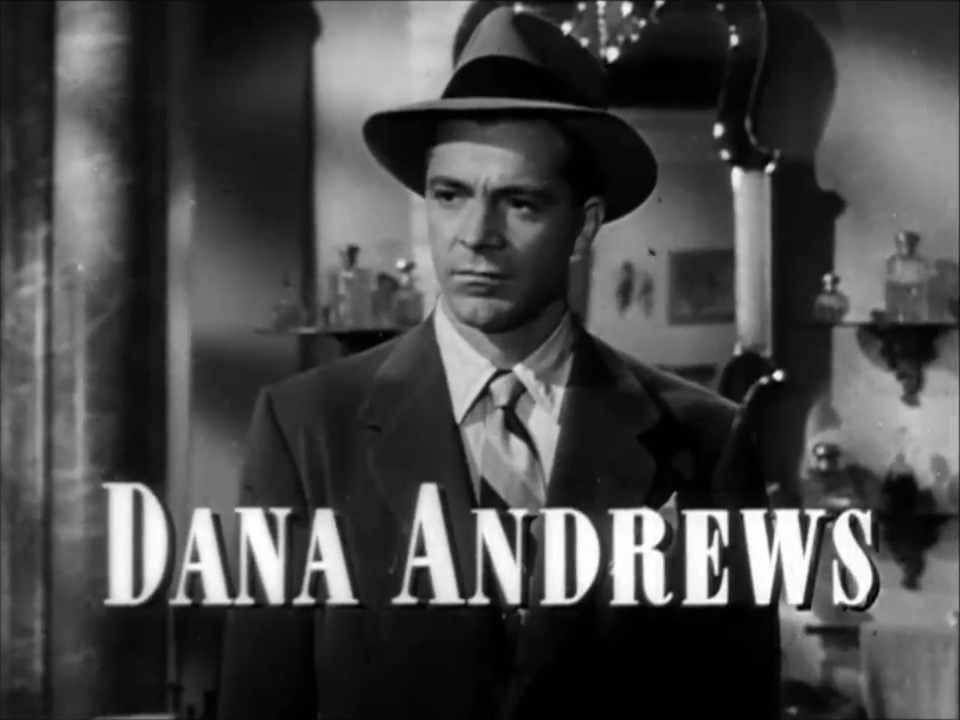
Dana Andrews, un dels protagonistes de la pel·lícula Laura dirigida per Otto Preminger

Vera Caspary (Chicago, 13 de novembre del 1899 - Nova York, 13 de juny del 1987) va ésser una escriptora estatunidenca.
Va ser la primera impulsora del subgènere de psicologia criminal cap a un enfocament poètic. Començà per escriure novel·les sense gènere (The White Girl, la primera, l'any 1929) i obres de teatre; i treballà per a Hollywood des del 1932. Allà va realitzar relats i guions destinats a pel·lícules de tema criminal, com The Night of June 13 (1932), de Stephen Roberts; Such Women Are Dangerous (1934), de James Flood; Private Scandal (1934), de Ralph Murphy i Scandal Street (1938), de James Hogan.
La lírica novel·la negra Laura (on un inspector de policia s'enamorava d'una presumpta víctima) la va portar a la fama el 1943. Obtingué una bella transposició cinematogràfica (1944) d'Otto Preminger, va ser adaptada al teatre el 1947 per George Sklar i la mateixa Caspary, i va arribar a la televisió dues vegades, la primera en una versió de Truman Capote, i la segona amb el títol nou de Portrait of Murder.
Altres novel·les seves són Bedelia (1945), que va portar al cinema Lance Comfort el 1947, Stranger than Truth (1946), The Husband (1947), The Weeping and the Laughter (1950), Evvie (1960), The Man Who Loved His Wife (1966) i Final Portrait (1971).
La seva narració Gardenia va motivar la pel·lícula de Fritz Lang Blue Gardenia (1953, estrenada a la major part dels Països Catalans com a Gardenia azul).